# Фридом (Вајоминг)
Фридом (енгл. Freedom) насељено је место без административног статуса у америчкој савезној држави Вајоминг.

## Демографија
По попису из 2010. године број становника је 214.
| Група             | 2000.    | 2010.       |
| Белци             | 0 (0,0%) | 205 (95,8%) |
| Афроамериканци    | 0 (0,0%) | 1 (0,5%)    |
| Азијати           | 0 (0,0%) | 0 (0,0%)    |
| Хиспаноамериканци | 0 (0,0%) | 8 (3,7%)    |
| Укупно            | 0        | 214         |